# 叙奇·费伦茨
叙奇·费伦茨（匈牙利語：Szűts Ferenc，1891年12月16日—1966年11月28日），匈牙利男子竞技体操运动员。他曾获得1912年夏季奥运会体操比赛男子团体全能银牌。他也参加了1908年夏季奥运会。